# Sinalco
Sinalco je limunada s CO2-kiselinom,koja je jedna od najstarijih bezalkolohnih pića u Europi. Ponuda je danas proširena na napitke s ukusom kole, limuna, naranče i jabuke. Sinalco je poznata po izgledu boce, crvene točke i reklame.

## Povijest
- 1902. Friedrich Eduard Bilz je izumio osvježavajuće piće kojem je dao ime "Bilz-Brause".
- 1905. je izabrano novo ime: Sinalco. Preuzeto iz latinskog sine alcoholo ("bez alkohola").
- 1937. je dodana crvena točka.

## Vanjske poveznice
- http://www.sinalco.de
- http://www.sinalco.com